# Dudley Hardy
Pour les personnes ayant le même patronyme, voir Hardy.
Dudley Hardy est un peintre et illustrateur anglais né à Sheffield le 15 janvier 1867 et mort à Londres le 11 août 1922.

## Biographie
Dudley Hardy est le fils de T. B. Hardy, peintre de marine.
Il vit à Bedford Park (Londres) (en). Il est membre de la Royal Society of British Artists (1889), du Royal Institute of Painters in Water Colours (en) (1897), du Langham Sketching Club et du London Sketch Club (en) (dont il est président en 1902 et 1903).
Il étudie à la Boulogne School et à l'University College School (en) de Londres.
Élève d'Abelardo Álvarez-Calderón, puis, à Anvers, de Charles Verlat, et enfin à Paris, de Louis-Joseph-Raphaël Collin et de Carl Rossi, il obtient une mention honorable en 1898 au Salon des artistes français dont il est membre.
Il voyage ou séjourne à Düsseldorf, Anvers, Paris, Munich, Venise et en Afrique du Nord. Il fait en particulier un voyage à Tanger en compagnie du peintre gallois Frank Brangwyn.
Il fait partie de l'école des peintres d'Étaples.
En 1908, il est membre du premier comité du London Salon organisé par l'Allied Artists' Association.

## Œuvre
En tant qu'illustrateur, il contribue à différents magazines, livres illustrés, cartes postales. Il est particulièrement connu comme affichiste de théâtre, entre autres pour les affiches des opérettes de Gilbert et Sullivan, comme The Yeomen of the Guard et A Gaiety Girl. Cinq de ses créations sont reproduites dans Les Maîtres de l'affiche (1895-1900).
Il fut aussi aquarelliste, et auteur d'huiles très colorées.

### Liste des œuvres
|                               |  |                                         |
| Affiche A Gaiety Girl (1894). |  | Affiche The Yeomen of the Guard (1897). |

#### Affiches
- A Gaiety Girl, 1894
- The Yeomen of the Guard, 1897
- Shoes, 1899

#### Tableaux
- The Moors in Spain (exposé à la Royal Academy en 1892)